# Onitis reichei
Onitis reichei är en skalbaggsart som beskrevs av Lansberge 1875. Onitis reichei ingår i släktet Onitis och familjen bladhorningar. Inga underarter finns listade i Catalogue of Life.